# Cultrinae
Cultrinae — колишня підродина коропових риб (Cyprinidae). Включала роди Anabarilius, Chanodichthys, Culter, Cultrichthys, Hemiculter (Гострочеревка), Ischikauia, Megalobrama, Parabramis, Sinibrama, Toxabramis. Після перегляду систематики коропоподібних риб вони увійшли до складу родини Xenocyprididae.